# Open de République tchèque de tennis de table
L’Open de République tchèque est un tournoi international de tennis de table en République Tchèque. Il est organisé par la fédération internationale de tennis de table entre 1999 et 2019. Il était alors une étape du Pro-tour de tennis de table.
Le World Tour est arrêté fin 2020 et est remplacé par les épreuves du circuit WTT marquant la fin des "tournois open" de l'ITTF. Sont organisés depuis des tournois WTT Feeder Series à Olomuc et Havirov.

## Palmarès

### Open ITTF
| année | Catégorie    | simple messieurs  | simple dames       | double messieurs                 | double dames                 | double mixte              | U21 messieurs  | U21 dames      |
| ----- | ------------ | ----------------- | ------------------ | -------------------------------- | ---------------------------- | ------------------------- | -------------- | -------------- |
| 2019  | World Tour   | Lin Yun-ju        | Chen Xingtong      | Lee Sang-su Cho Dae-seong        | Gu Yuting Mu Zi              | Cho Dae-seong Shin Yu-bin |                |                |
| 2018  | World Tour   | Zheng Peifeng     | Ishikawa Kasumi    | Patrick Franziska Jonathan Groth | Liu Gaoyang Zhang Rui        |                           | Yuto Kizukuri  | Wang Yidi      |
| 2017  | World Tour   | Tomokazu Harimoto | Mima Ito           | Patrick Franziska Jonathan Groth | Mima Ito Hina Hayata         |                           | Can Akkuzu     | Adriana Díaz   |
| 2016  | Major Series | Yuto Muramatsu    | Yang Xiaoxin       | Cho Eon-rae Park Jeong-woo       | Matilda Ekholm Georgina Pota |                           | Yuto Muramatsu | Yoon Hyo-bin   |
| 2015  | Major Series | Wong Chun Ting    | Ai Fukuhara        | Jon Persson Par Gerell           | Jeon Ji-hee Yang Ha-eun      |                           | Yuya Oshima    | Lin Ye         |
| 2014  | Major Series | Marcos Freitas    | Elizabeta Samara   | Masataka Morizono Yuya Oshima    | Ai Fukuhara Misako Wakamiya  |                           | Simon Gauzy    | Petrissa Solja |
| 2013  | Major Series | Masato Shiono     | Viktoria Pavlovich | Robert Floras Pavel Fertikowski  | Linda Creemers Li Jiao       |                           | Masaki Yoshida | Yui Hamamoto   |
| 2012  | World Tour   | Christian Suss    | Liu Jia            | Lee Sang-su Seo Hyun-deok        | Hiroko Fujii Misako Wakamiya |                           | Asuka Sakai    | Jeon Ji-hee    |
| 1999  | Pro Tour     | Chiang Peng-Lung  | Otilia Badescu     | Karl Jindrak Werner Schlager     | Chen Jing Xu Jing            |                           |                |                |

### Tournois Feeder series
| Année & Lieu | Simple messieurs | Double messieurs                    | Simple dames     | Double dames                 | Double mixte                     |
| ------------ | ---------------- | ----------------------------------- | ---------------- | ---------------------------- | -------------------------------- |
| 2022 Olomouc | Cho Seung-min    | Maharu Yoshimura Kazuhiro Yoshimura | Qian Tianyi      | Kim Na-yeong Yoon Hyo-bin    | Park Gang-hyeon Kim Na-yeong     |
| 2023 Havirov | An Jae-hyun      | Niu Guankai Sai Linwei              | Xia Lian Ni      | Yang Huijing Shi Xunyao      | Lubomir Pistej Tatiana Kukulkova |
| 2023 Olomouc | Anders Lind      | Zhou Kai Xue Fei                    | Chen Yi          | Chen Yi Qi Fei               | Zhou Kai He Zhuojia              |
| 2024 Havirov | Maharu Yoshimura | Oh Jun-sung Park Gyu-hyeon          | Lee Eun-hye      | Choi Hyo-joo Lee Da-eun      | Park Gang-hyeon Yoon Hyo-bin     |
| 2024 Olomouc | Xiang Peng       | Xiang Peng Yuan Licen               | Honoka Hashimoto | Honoka Hashimoto Hitomi Sato | Ľubomír Pištej Tatiana Kukulkova |
| 2025 Havirov | Flavien Coton    | Ľubomír Pištej Jakub Zelinka        | Hitomi Sato      | Hitomi Sato Saki Shibata     | Ľubomír Pištej Tatiana Kukulkova |